# Acantholeucania exterior
Acantholeucania exterior är en fjärilsart som beskrevs av Walker 1856. Acantholeucania exterior ingår i släktet Acantholeucania och familjen nattflyn. Inga underarter finns listade i Catalogue of Life.